# Ovčí vlna
Ovčí vlna je textilní surovina ze srsti ovce domácí.
Článek pojednává o procesu získání spřadatelného vlákna ze srsti zvířat, vlastnostech a druzích materiálu a způsobech použití pro textilní výrobky. Příspěvek se netýká ani ostatních živočišných textilních vláken ani přízí na ruční pletení, kterým se někdy také říká vlna.

## Cesta od pastviny do přádelny vlny

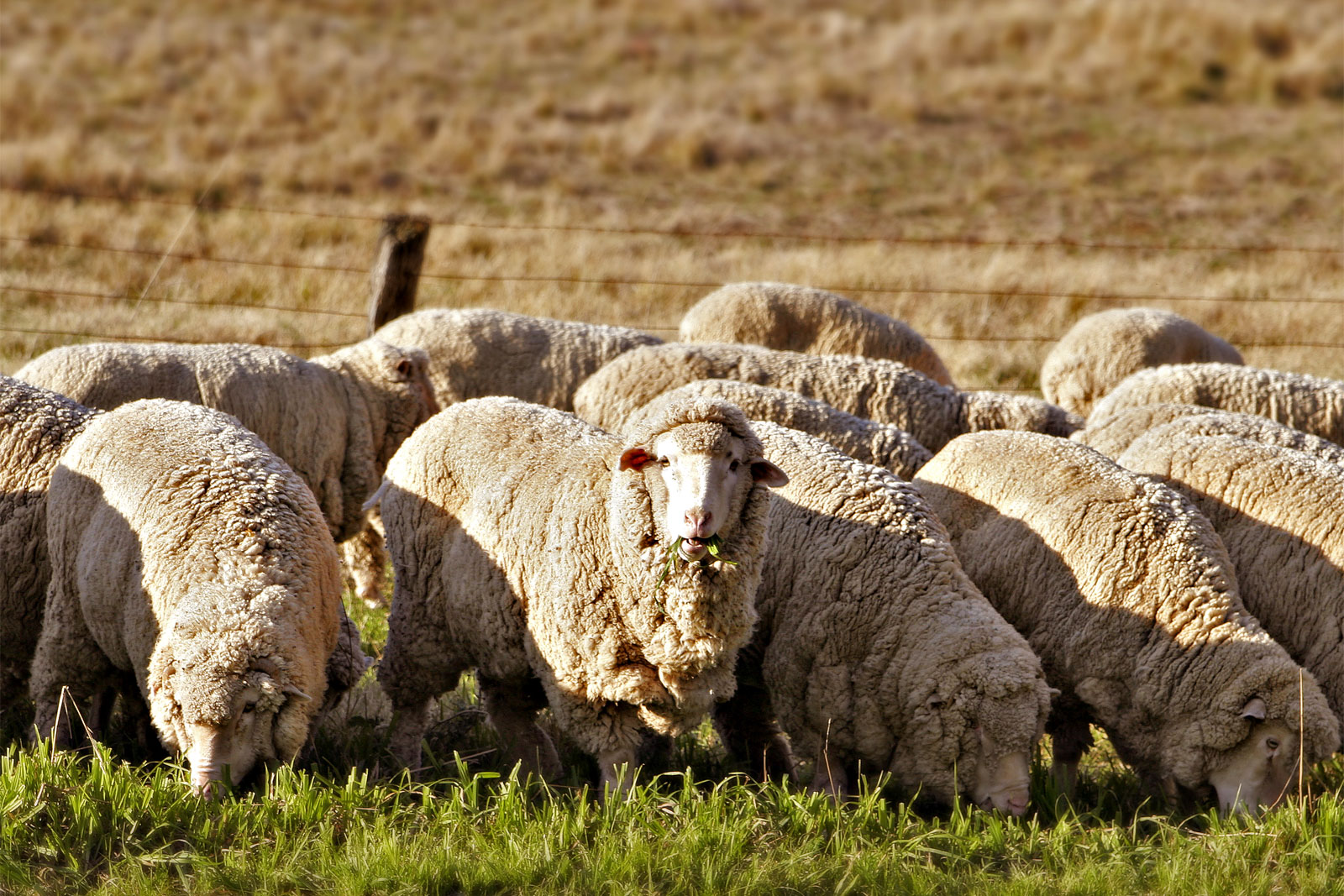
Ovce v Austrálii

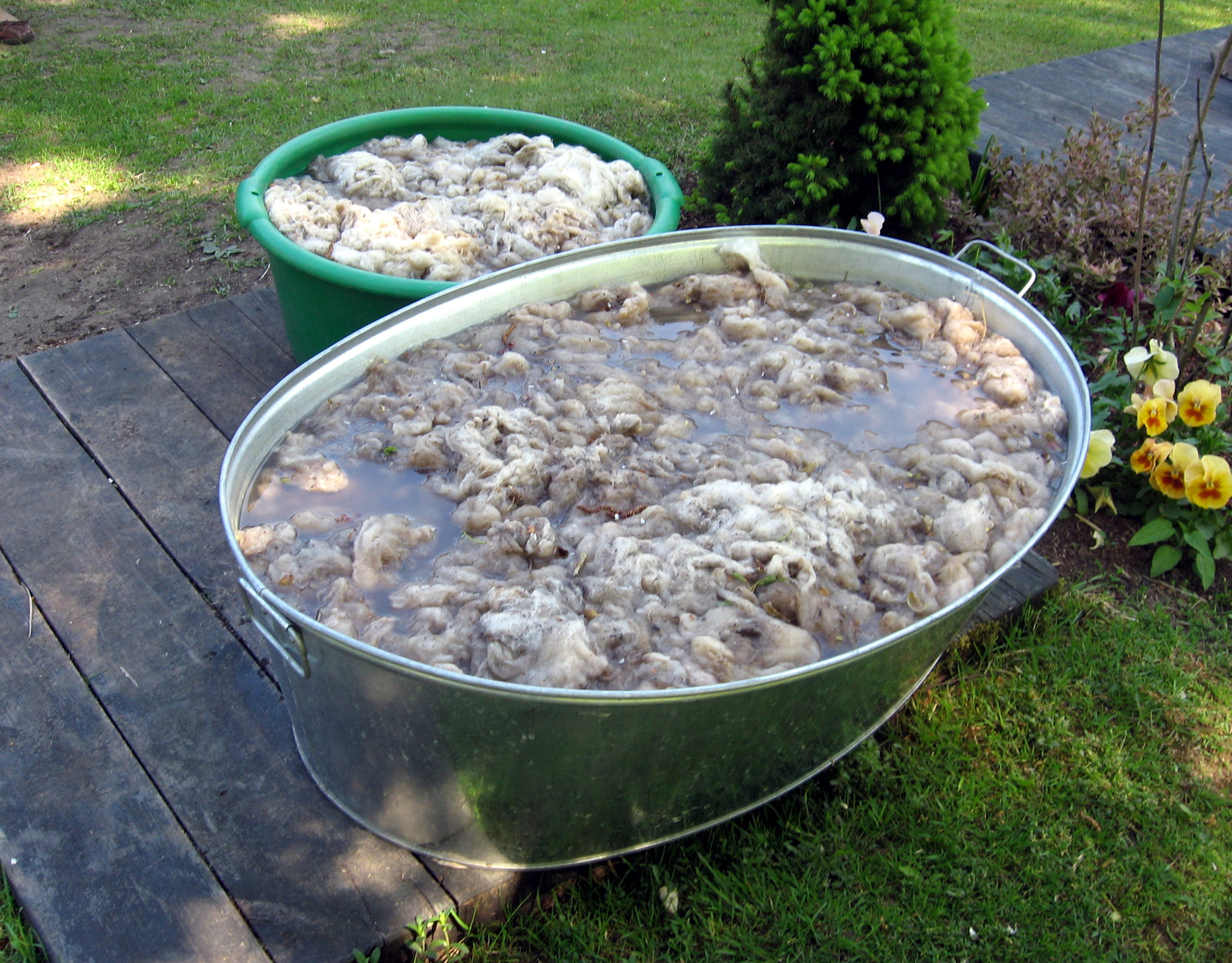
Ručně praná vlna

Ovce se dožívají 10–12 let za rok může každému zvířeti narůst nejméně 3 kg vlny, některá plemena dávají až 18 kilogramů. Vlna se stříhá jednou nebo dvakrát do roka (zručný střihač ostříhá přes 20 ovcí za hodinu). Ostřihaná vlna se ukládá jako celistvé rouno, jehož různé části se později zařazují do určitých kvalitativních tříd.
Surová, potní vlna obsahuje v průměru jen méně než polovinu váhového množství spřadatelných vláken, 10–45 % je tuk a pot, 5–20 % jsou nečistoty, které se dostaly do srsti na pastvině, mimo toho mohou vlákna pojmout až 25 % vlhkosti. Tuk a pot se odstraňuje praním (získaný lanolin se dá použít v kosmetice) a rostlinné příměsi se karbonizují (karbonizace vlny) kyselinou sírovou (zuhelnatí).

## Vlastnosti
| Vlákno    | Pevnost v tahu mN/tex | Tažnost % | E-modul N/tex | Navlhavost % |
| vlna      | 90–218                | 25–35     | 0,34          | 16–18        |
| polyester | 400–650               | 15–40     | 9–11,5        | 0,5–0,8      |
| viskóza   | 180–350               | 15–30     | 5,4           | 26–28        |

Vývoj cen prané vlny 1984-2014 v US cents / kg

Čisté vlákno sestává z keratinu, pigmentu a chemicky vázané vlhkosti. Z chemických prvků je 50 % zastoupen uhlík, s dalšími 40 % kyslík a dusík. Povrch vlákna je šupinovitý.
Zvláštní struktura řetězcové molekuly dává vláknu vynikající pružnost a ohebnost (E-modul). Vlna je proto téměř nemačkavá, ale tím také méně pevná než jiná textilní vlákna a za mokra ztrácí dalších 10–20 % pevnosti. Barvení dvou partií vlny na úplně stejný odstín je sotva možné. Výrobky z vlny se musí chránit proti molům. Vlna je podstatně dražší než běžná textilní vlákna.

### Jemnost vlákna

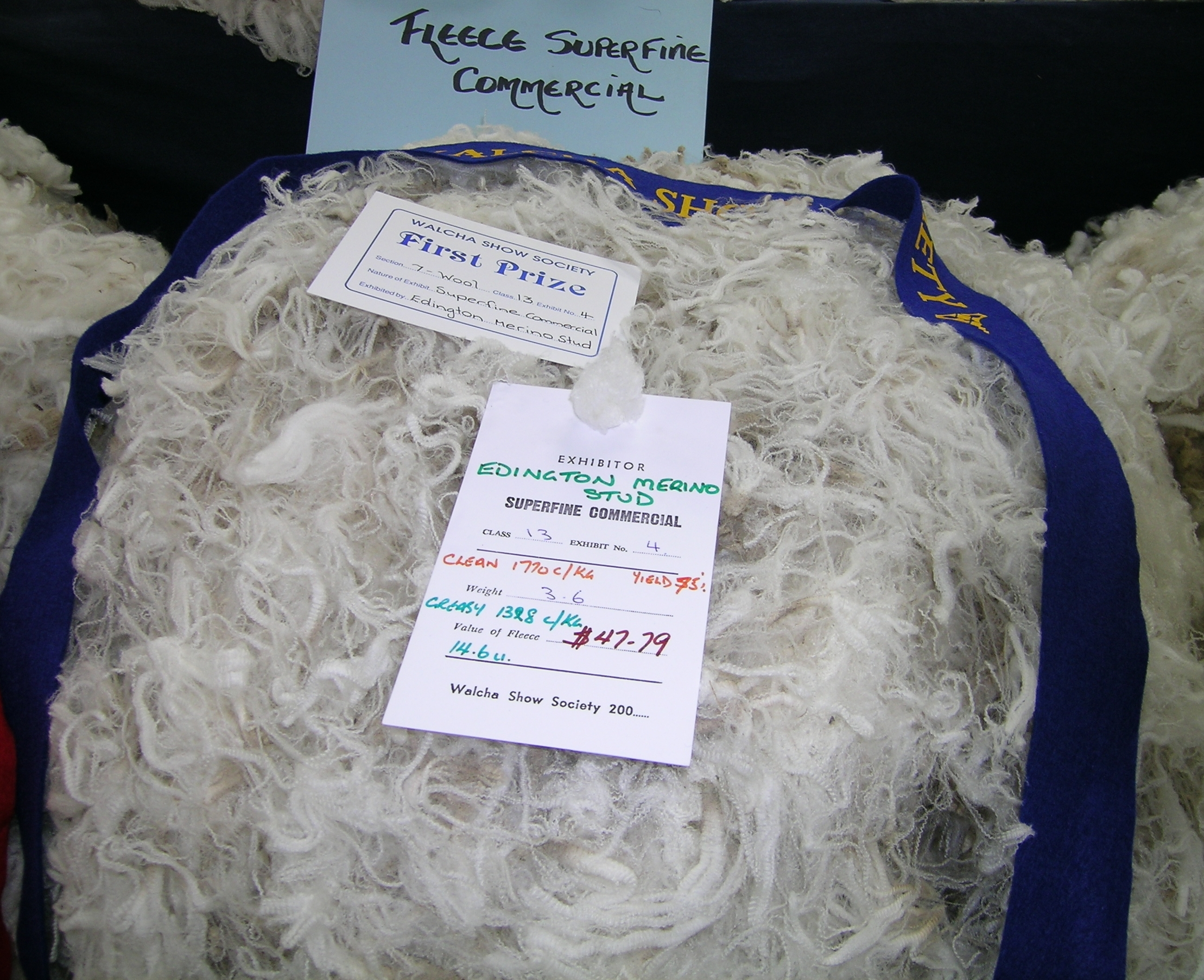
Merinová vlna 14,6 µm

- Pro posouzení jakosti vlny je důležitá délka, pevnost, obsah rostlinných příměsí, barevný odstín a rozhodující je jemnost vlákna. Jemností se v současné době rozumí tloušťka vlákna v průřezu měřená v mikrometrech (µm). Asi do konce 20. století se jemnost označovala také podle tzv. „bradfordského systému“ číslem výpředu (spinning count / wool grade)[4]

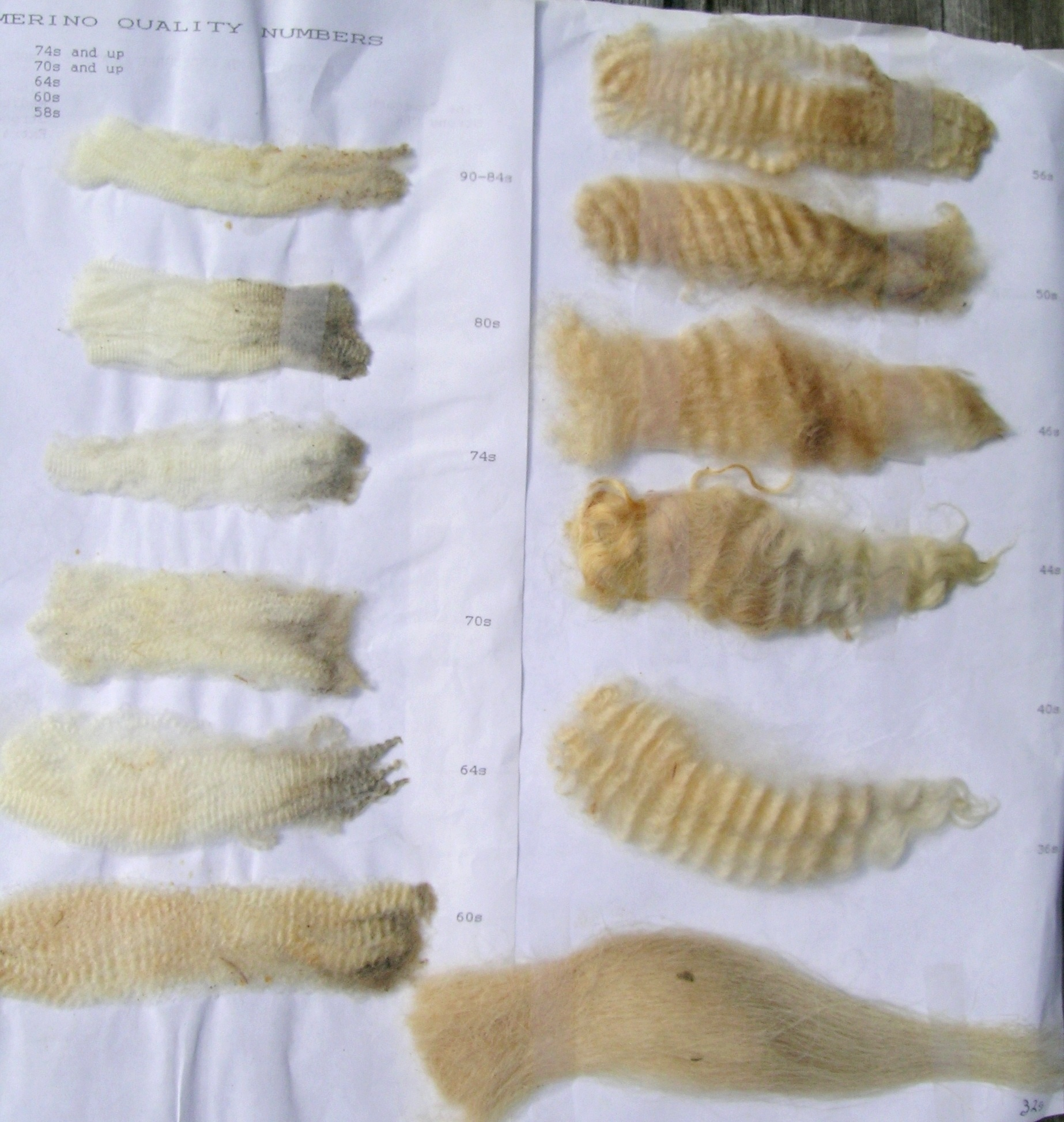
Zařazení vzorků merinové a kříženecké vlny podle bradfordské stupnice

Číslo výpředu ´s udávalo počet přaden (po 560 yds) česané vlněné příze, která se dala maximálně vyrobit z 1 libry (453 g) vláken. Jemnosti běžně dodávaných vln se daly přibližně přepočítat: od 16 µm (= 90's) do 40 µm (= 36's), nebo jako (maximální) jemnost příze:
od 90's = {\displaystyle {\frac {1000}{90.1,129}}} = 9,84 tex do
36's = {\displaystyle {\frac {1000}{36.1,129}}} = 24,6 tex
Označování jemnosti vlny bradfordským systémem se stále ještě (v roce 2020) používá např. v některých asijských zemích.
- V USA platí od 1. 1. 2007 ustanovení (podepsané prezidentem) určující označení pro průměrnou jemnost vláken ve výrobcích z čisté vlny (a směsí s obsahem nad 45 % vlny) podle pravidel odvozených z bradfordského systému, např.:

SUPER 90's jen vlákna jemnější než 19,25 µm
SUPER 140's a 150's jemnější než 16,75 µm
SUPER 240's a 250's jemnější než 11,75 µm atd.
(viz příklad oblekové tkaniny na dolejším snímku vpravo).
- Existuje ještě termín Super Bale – pro balík nejjemnější vlny na světě. Z něj se vyrobí jen cca 40–50 obleků. Je předmětem dražby a zájem o něj mají přední zpracovatelské firmy (např. Loro Piana).[7]

## Druhy vln
Počátky chovu ovcí sahají podle nálezů v dnešním Turecku a Iráku do období před 11 tisíci lety.
Celkový počet ovcí na zeměkouli ve 2 dekádě 21. století přesahuje 1 miliardu, převážná část se však chová na maso a mléko. Na chovu se podílí: Čína se 171 miliony, Austrálie se 103, patnáctka Evropské unie s 99 a země bývalého Sovětského svazu s 65 miliony.
Plemena ovcí, od kterých se z části odvozují názvy vln, se (v odborné literatuře) rozdělují do 3 nebo 4 skupin:
- Merino je velmi jemná vlna (cca 14–25 mikronů), stapl 50–150 mm, silně zkadeřená, měkká, poměrně málo lesklá. Plemeno bylo vyvinuto ve Španělsku kolem roku 1700, v posledních více než 100 letech však zaujímá Austrálie (spolu s Novým Zélandem) u tohoto druhu dominantní postavení. Australská Saxon Merino dává ročně 3,5–6 kg a Peppin Merino až 18 kg potní vlny

Průměrná výtěžnost (podíl čistého vlákna na celkové stříži) přesahuje 50 %.

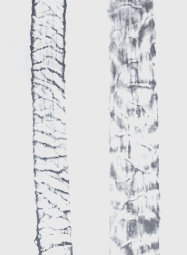
Merinová (vlevo) a kříženecká vlna (vpravo) asi z roku 1910 (320x zvětšeno)

- Cheviot nebo hladké vlny (v češtině také: anglické ovce) mají vlákna o délce 170–400 mm a tloušťce 40–44 µm, mírně zkadeřená, se zvláštním leskem. Průměrný střih přináší 3–7 kg potní vlny, výtěžnost je nižší než 40 %. Naprostá většina těchto ovcí se dnes chová na maso a mléko.

U tzv. nížinných ovcí (Čína, Rusko, střední Evropa) jsou účel chovu, délka a tloušťka vlákna podobné jako u cheviotu.
- Kříženecké (crossbred) vlny vznikly křížením různých plemen a v závislosti na regionu, ve kterém se chovají ovce, je vlákno podobnější merinu nebo cheviotu. Produkované množství těchto vln přesahuje obě předchozí skupiny. Délka 100–200 mm, jemnost 27–40 µm, průměrná výtěžnost 39 %. [3]
- Podíly jednotlivých druhů na světové spotřebě na konci 20. století:

Merino 39 %, kříženecké 33 %, ostatní druhy ovcí 28 %.

## Světová spotřeba vlny

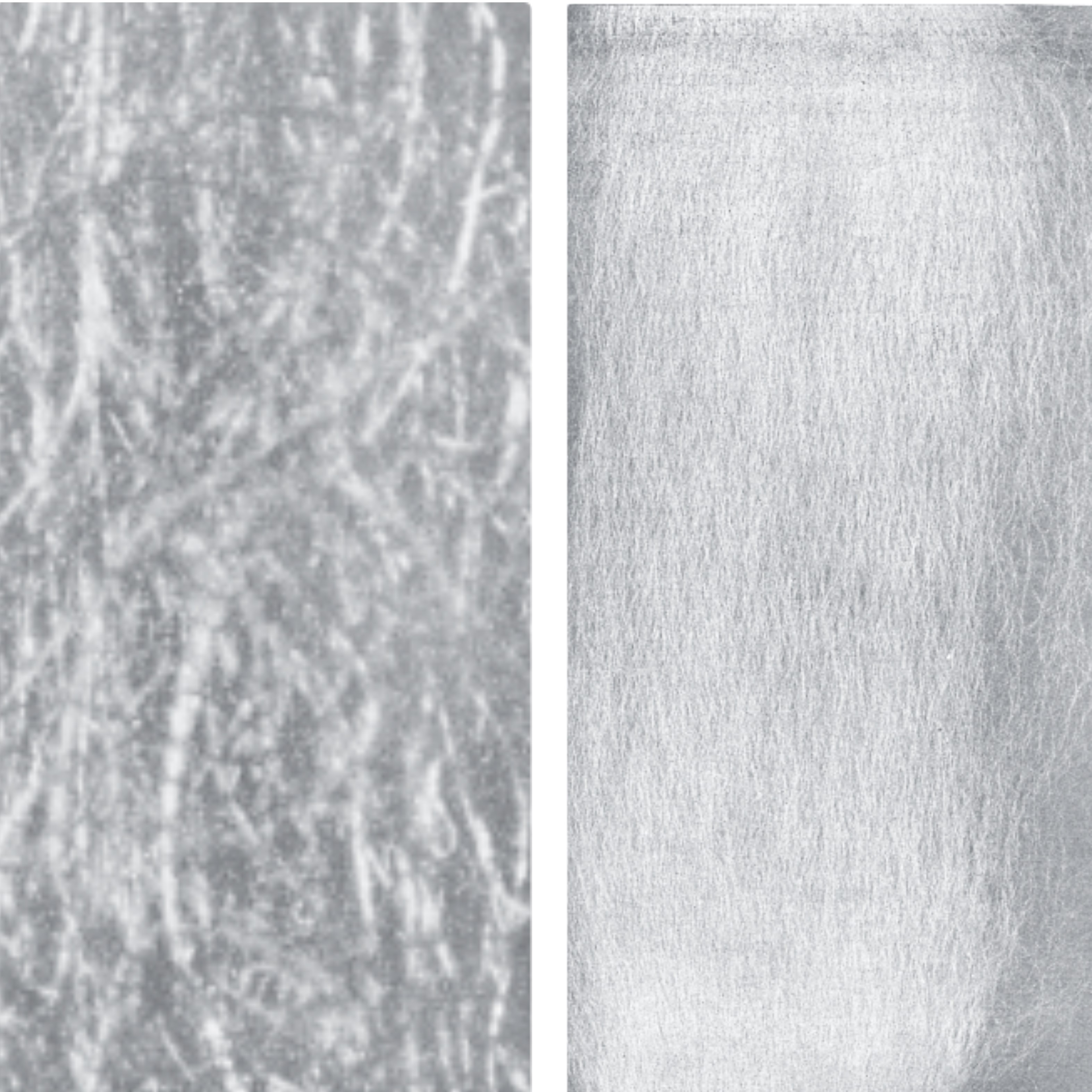
Vlněná vlákna: mykaný pramen (vlevo), česanec (vpravo)

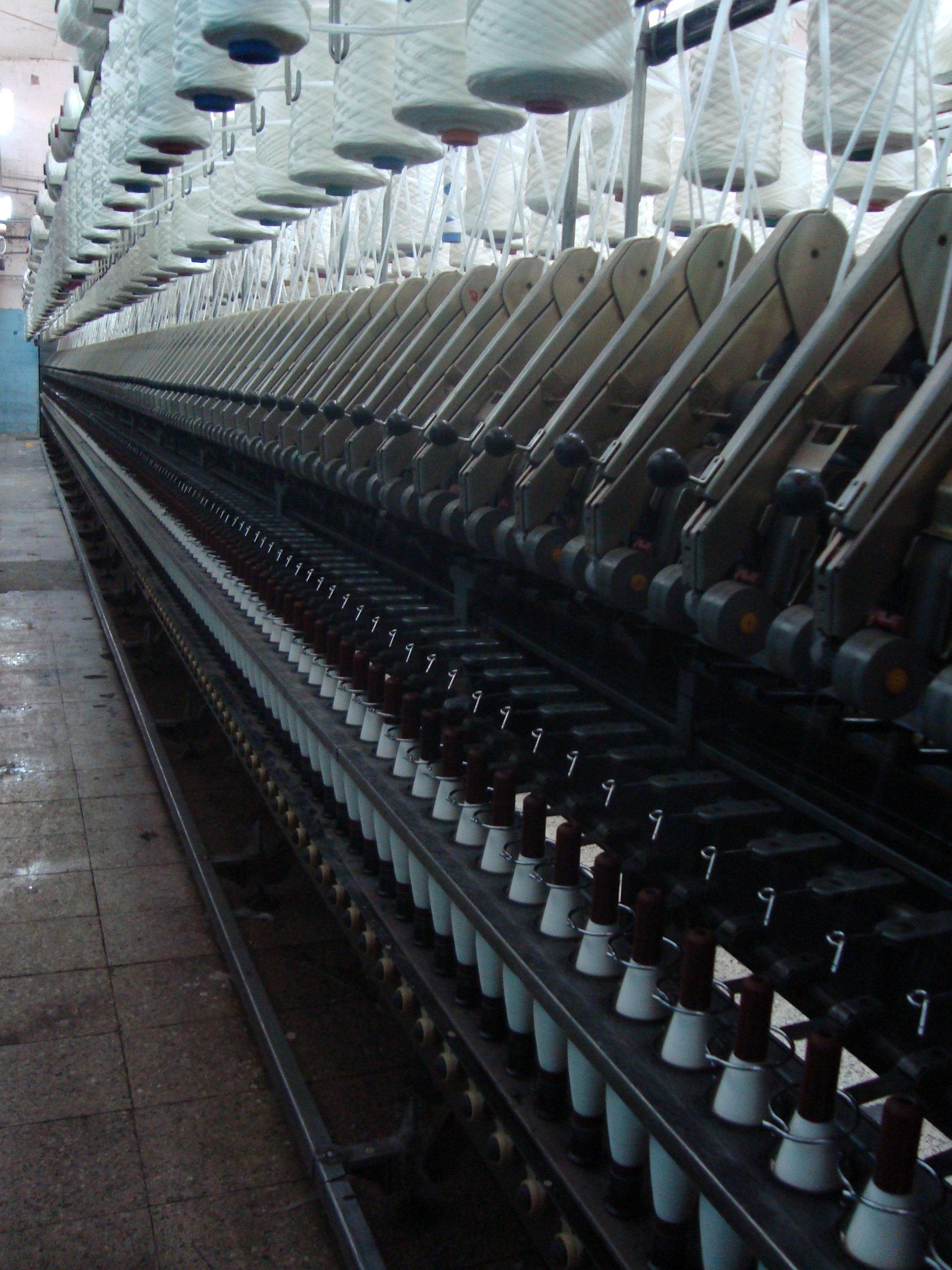
Česaná vlna na dopřádacím stroji (2014)

Světová produkce prané vlny dosáhla v období 2014/15 cca 1,2 milionu tun.
Tři největší producenti (Austrálie, Čína a Nový Zéland) dodali k textilnímu zpracování více než polovinu z celkového množství.
Takže průměrná spotřeba na obyvatele zeměkoule byla méně než 20 dkg a podíl vlny na surovinách pro textilní průmysl byl asi 1,3 %. Zatímco celková spotřeba textilních vláken se v posledních 20 letech téměř zdvojnásobila, poklesla spotřeba vlny v té době asi o 40 %.

## Výroba a použití vlněné příze
Prakticky celá produkce vlněných vláken se zpracovává dvěma základními technologiemi: Výroba česané (včetně poločesané) a výroba mykané příze. Zcela výjimečně se ze směsi vlny s bavlnou vyrábí bavlnářskou technologií prstencové nebo rotorové příze. Všechny příze se soukají a z velké části se musí skát, protože pevnost jednoduchých přízí je zpravidla dostačující jen pro některé pletařské účely a jako útek.

### Česaná příze
Hlavní výrobní stupně: Mísení – mykání – česání – předpřádání – dopřádání.
Téměř celá produkce merinové vlny jde do přádelen česané příze. Jen menší část se vypřádá jako čistě vlněné příze, většina přízí se vyrábí ze směsí s umělými vlákny, méně se srstí jiných zvířat (angorská a kašmírská koza, velbloud atd.) a s zcela ojediněle ze směsi vlna/bavlna. Vlákna se dají vypřádat až do jemnosti 10 tex, z příze se vyrábí především lehké tkané a pletené svrchní oděvy.

### Mykaná příze
Postup výroby je podstatně kratší: Z mykacího stroje vychází přást, který se předkládá dopřádacímu stroji.
Z většiny cheviotů a hladkých vln se vyrábí mykaná příze, původně na tvíd a podobné hrubší svrchní ošacení. V posledních letech se tato vlákna, stejně jako vlny od nížinných ovcí, používají hlavně na výrobu kobercových přízí a také na výplň prošívaných přikrývek a polštářů.
Vlákna kříženecké vlny (většinou ve směsích se syntetickými materiály) se nachází v široké paletě výrobků z mykané příze, zejména ve tkaninách a pleteninách na svrchní ošacení, přikrývkách a přízích na ruční pletení.

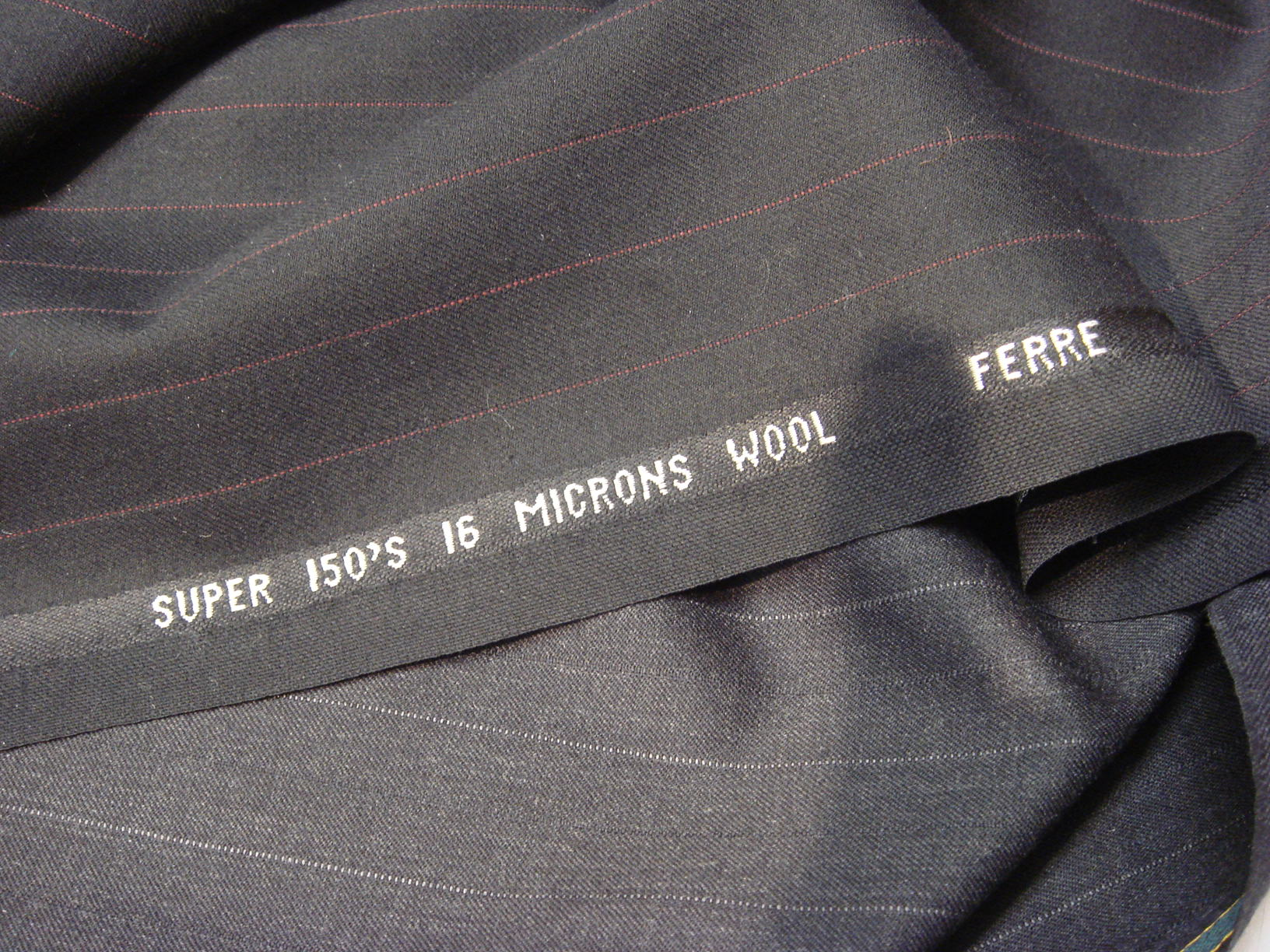
Obleková tkanina z merinové vlny 16 μm

### Použití
Podle jemnosti vlákna se ovčí vlna používala na začátku 21. století pro následující druhy textilií:
| Skupina výrobků  | Jemnost ovčí vlny v µm | Jemnost ovčí vlny v µm | Jemnost ovčí vlny v µm | Jemnost ovčí vlny v µm | Jemnost ovčí vlny v µm | Jemnost ovčí vlny v µm |
| Skupina výrobků  | pod 19                 | 20–24                  | 25–28                  | 29–32                  | nad 32                 |                        |
| ---------------- | ---------------------- | ---------------------- | ---------------------- | ---------------------- | ---------------------- | ---------------------- |
| Svrchní ošacení  | X                      | X                      | —                      | —                      | —                      |                        |
| Pletené oděvy    | X                      | X                      | X                      | —                      | —                      |                        |
| Spodní prádlo    | X                      | —                      | —                      | —                      | —                      |                        |
| Ponožky          | —                      | X                      | —                      | —                      | —                      |                        |
| Ruční pletení    | —                      | —                      | X                      | X                      | —                      |                        |
| Přikrývky        | X                      | —                      | X                      | —                      | —                      |                        |
| Nábytkové potahy | —                      | —                      | X                      | —                      | —                      |                        |
| Koberce          | —                      | —                      | —                      | —                      | X                      |                        |

## Lanolin
Významným vedlejším produktem z ovčí vlny je lanolin, chemicky velmi složitý voskovitý tuk, složený zejména z cholesterolu, esterů a několika mastných kyselin. Používá se v kosmetice (změkčuje a zjemňuje pokožku; různé krémy), v textilním průmyslu (změkčovadlo; přidává se do některých pracích prostředků), v Kožedělném průmyslu, v lékařství a farmakologii (antibakteriální a hypoalergenní; podporuje hojení drobných popálenin; je použit pro výrobu vitamínu D3.